# Gioiello di Vicenza

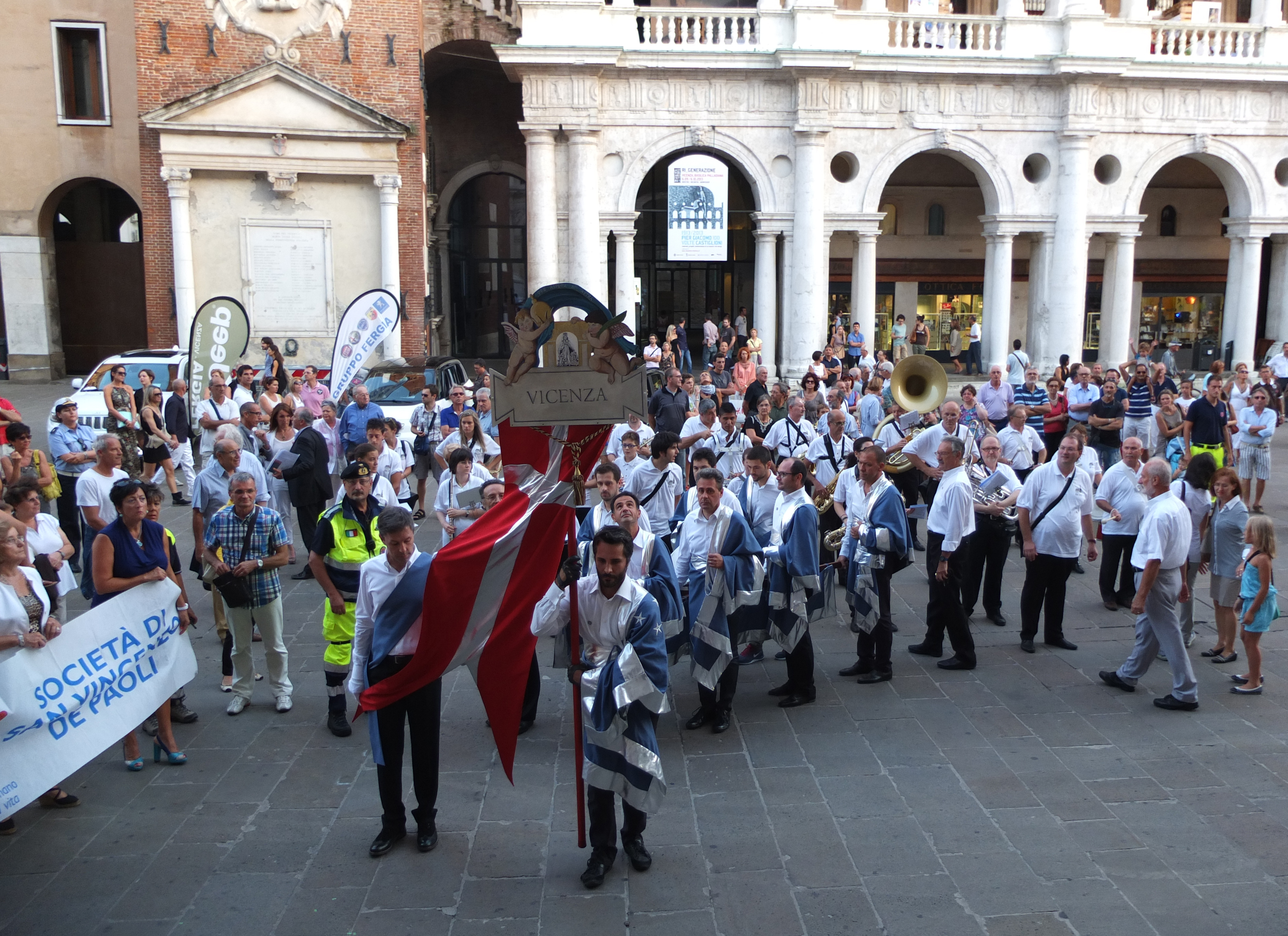
Un'immagine del primo Trasporto del Gioiello di Vicenza verso Monte Berico, la sera del 7 settembre 2013.

Il Gioiello di Vicenza è un antico modello in argento della città di Vicenza, attribuito all'architetto Andrea Palladio nel XVI secolo, realizzato come ex voto e defraudato da Napoleone Bonaparte durante la Campagna d'Italia in un contesto in cui prendevano luogo le spoliazioni napoleoniche in tutta Italia.
L'opera originale è perduta; una fedele ricostruzione è stata realizzata tra il 2012 e il 2013 ed è conservata presso il Museo diocesano di Vicenza.

## Storia
Il prezioso gioiello fu realizzato in placche d'argento su supporto di legno e completato nel 1578. La sua attribuzione lo rimanda alla maestria della bottega orafa dei Capobianco, così come riscontrato anche da un documento scoperto nell'archivio del Santuario della Madonna di Monte Berico nel 2012. Non è accertato che vi sia per questo progetto la mano di Andrea Palladio, ma il legame con i due vescovi di Vicenza Niccolò Ridolfi e il successore Matteo Priuli lascia intendere quanto il suo ruolo di regista della vita cittadina venisse prima di quello di architetto; ad ogni modo per l'architetto questo Gioiello potrebbe aver rappresentato l'idea della Vicenza che aveva immaginato in base alla propria concezione. Furono i cittadini ad offrirlo come ex voto alla Madonna di Monte Berico per scongiurare la Peste di San Carlo diffusasi due anni prima nel Ducato di Milano e che aveva portato casi nelle città occidentali della Repubblica di Venezia, sino a Verona. In un tal periodo di condizioni precarie la cittadinanza ebbe la forza di unirsi con un esiguo dono operato però dall'intera collettività.
Vicenza venne graziata (almeno fino alla grande peste del 1630), perciò il modello venne inizialmente conservato nella chiesa eretta un secolo prima alla Madonna sempre per scongiurata peste, adiacente alla quale di lì a qualche decennio sarebbe stata costruito il Santuario della Madonna di Monte Berico. Tra il XVII e il XVIII secolo vennero realizzati sei dipinti ad olio raffiguranti l'allora unico patrono della città San Vincenzo tenere tra le mani il Gioiello.
Sotto il governo napoleonico, le truppe francesi fecero (come in gran parte d'Italia) razzia dei beni culturali e nel 1797 distrussero il modellino fondendolo; l'armée française una volta occupato il Santuario portò con sé il Gioiello credendolo completamente d'argento: nel tentativo di fusione esso invece si bruciò, in quanto realizzato di legno e con un semplice rivestimento d'argento. Il modello fu quindi distrutto.

## Ricostruzione

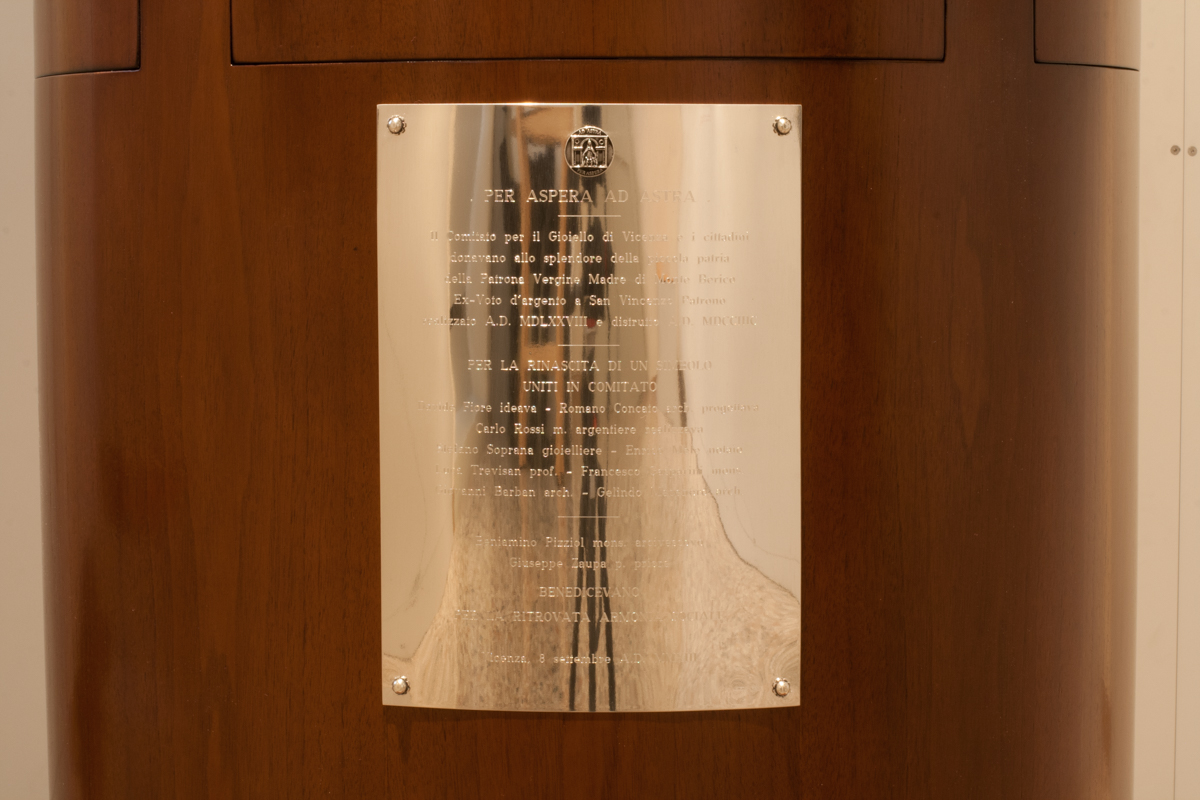
La targa d'argento con il "voto" posta sulla base del Gioiello

Nel maggio 2010 si è costituito un Comitato per il Gioiello di Vicenza sostenuto dall'Ufficio Beni Culturali della diocesi e altri enti istituzionali vicentini per promuovere un concorso volto a restituire virtualmente il gioiello. Il concorso è stato vinto dall'architetto Romano Concato di Trissino, che in assenza dei disegni originali si è dovuto basare su due dipinti di Francesco Maffei e due dipinti di Alessandro Maganza.

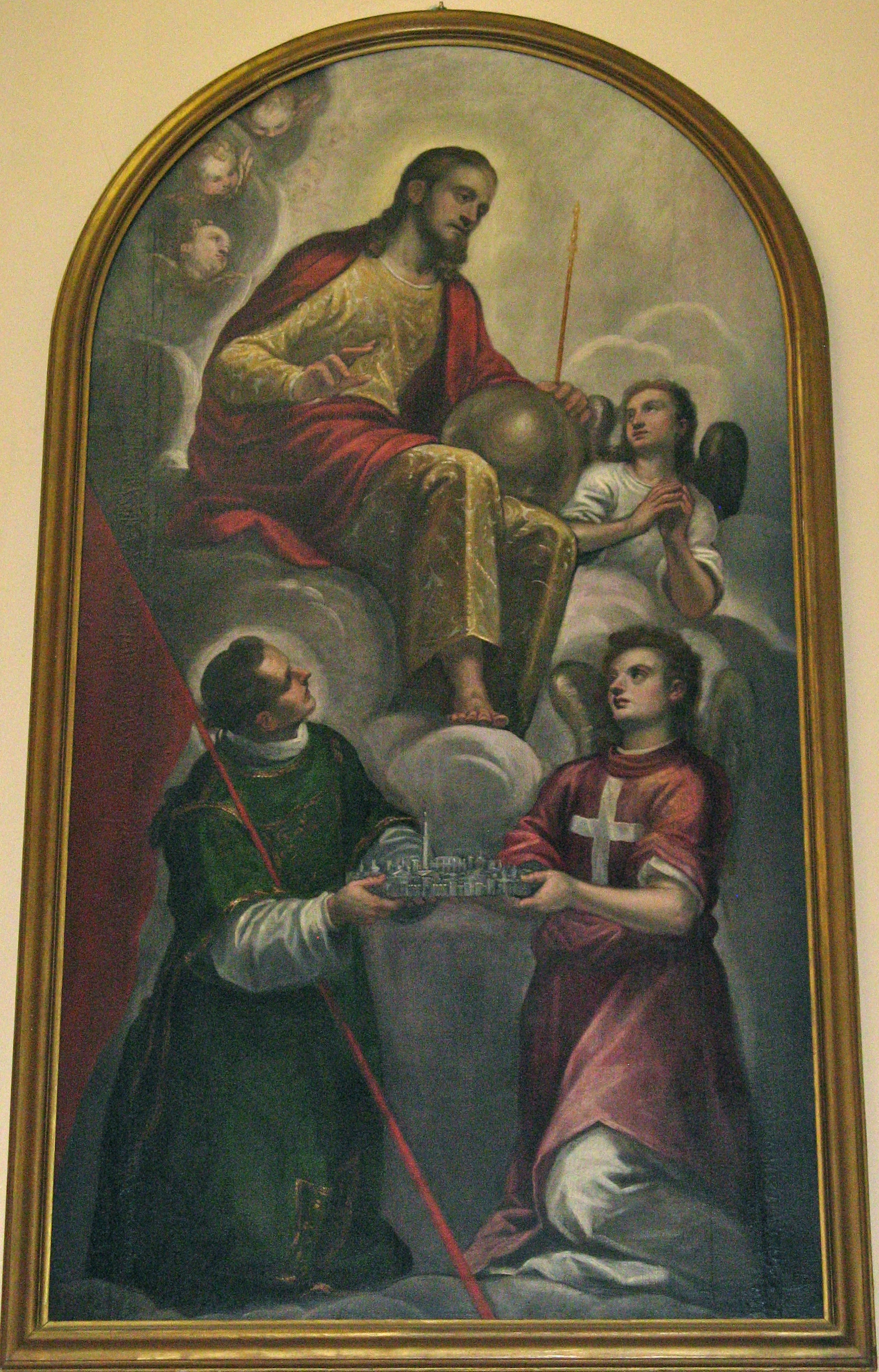
Alessandro Maganza, San Vincenzo e un angelo presentano a Cristo il modello della città di Vicenza, 1593, Pojana Maggiore, chiesa parrocchiale
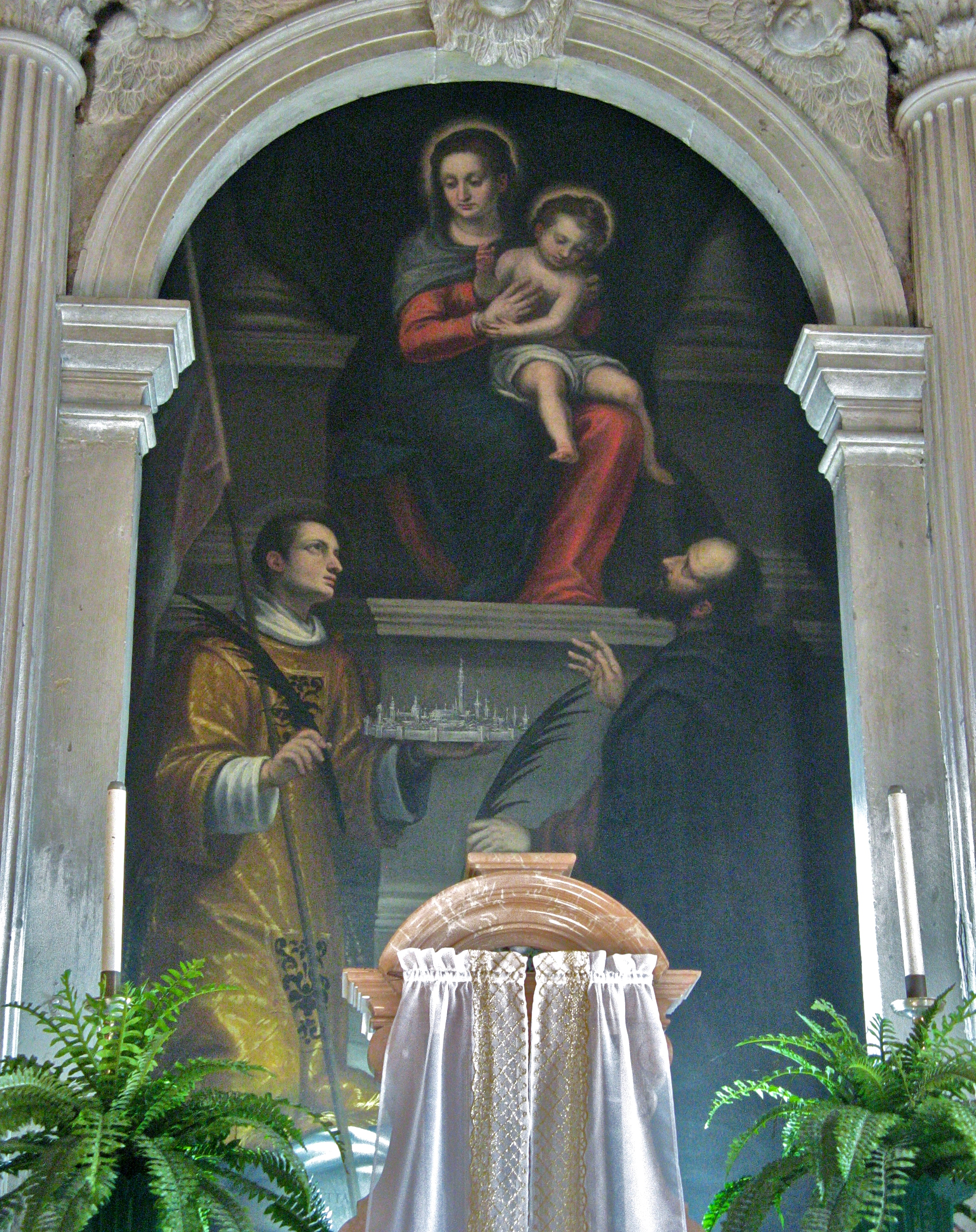
Alessandro Maganza, Madonna col Bambino, sant’Anastasio e san Vincenzo con il modello della città di Vicenza, 1613, Thiene, chiesa di San Vincenzo
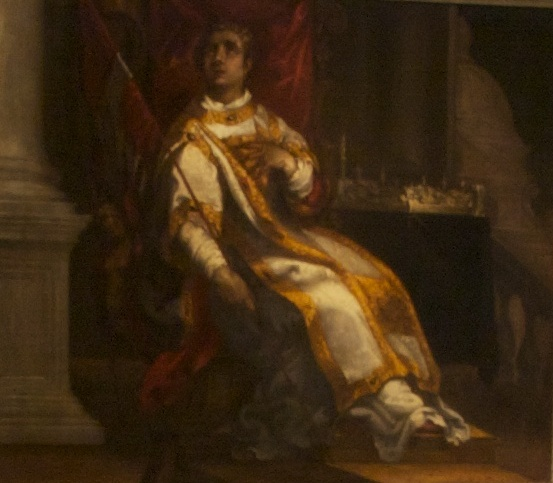
Francesco Maffei, San Vincenzo col modello della città di Vicenza, 1625 ca., Vicenza, Museo Diocesano

I dipinti di San Vincenzo recante in mano il prezioso modellino sono una delle poche testimonianze che ne tramandano la memoria; un'interessante caratteristica dei dipinti è che raffigurano il Gioiello da punti di vista differenti, così che se ne possa idealmente immaginare la rotazione. Ogni dipinto illustra il modello come elemento principale del quadro offerto da San Vincenzo, visto frontalmente e con Vicenza racchiusa all'interno delle mura medievali: già allora esisteva la distinzione dai borghi sviluppati oltre la cinta muraria e la zona entro essa, ciò che oggi costituisce il centro storico. La ricostruzione è stata inoltre progettata con l'appoggio della planimetria medievale della città, la Pianta Angelica, disegnata da Giovanni Pittoni nel 1580, e di alcune statue.
Nel 2011 il comitato ha promosso la seconda fase del progetto complessivo, cioè un'iniziativa atta a ridare a Vicenza e ai suoi cittadini l'opera d'arte attraverso una raccolta di donazioni in argento come avvenuto per l'antico ex voto con obiettivo minimo di 30 kg; nel 2012 nonostante fosse stata superata la quota di 50 kg più che sufficiente alla realizzazione, le dieci più significative oreficerie cittadine hanno continuato la raccolta sino al 25 dicembre per realizzare un'opera sullo sviluppo e la teca per l'esposizione.

### Caratteristiche
Il nuovo Gioiello di Vicenza ha l'aspetto di un grande vassoio tondeggiante del diametro di 58 cm costituito da più di 300 modellini di edifici, 61 dei quali rappresentano palazzi di rilievo storico come la Basilica Palladiana, il Duomo (la cattedrale),  la Torre Bissara, le decine di chiese; al centro di Piazza dei Signori è stato inserito, a sorpresa, un modellino in oro della Rua.
Il gioiello è stato progettato proporzionando i modelli con la sezione aurea, studiando le dimensioni edilizie dell'epoca consentendo la ricostruzione tridimensionale del modello il più verosimile all'originale.

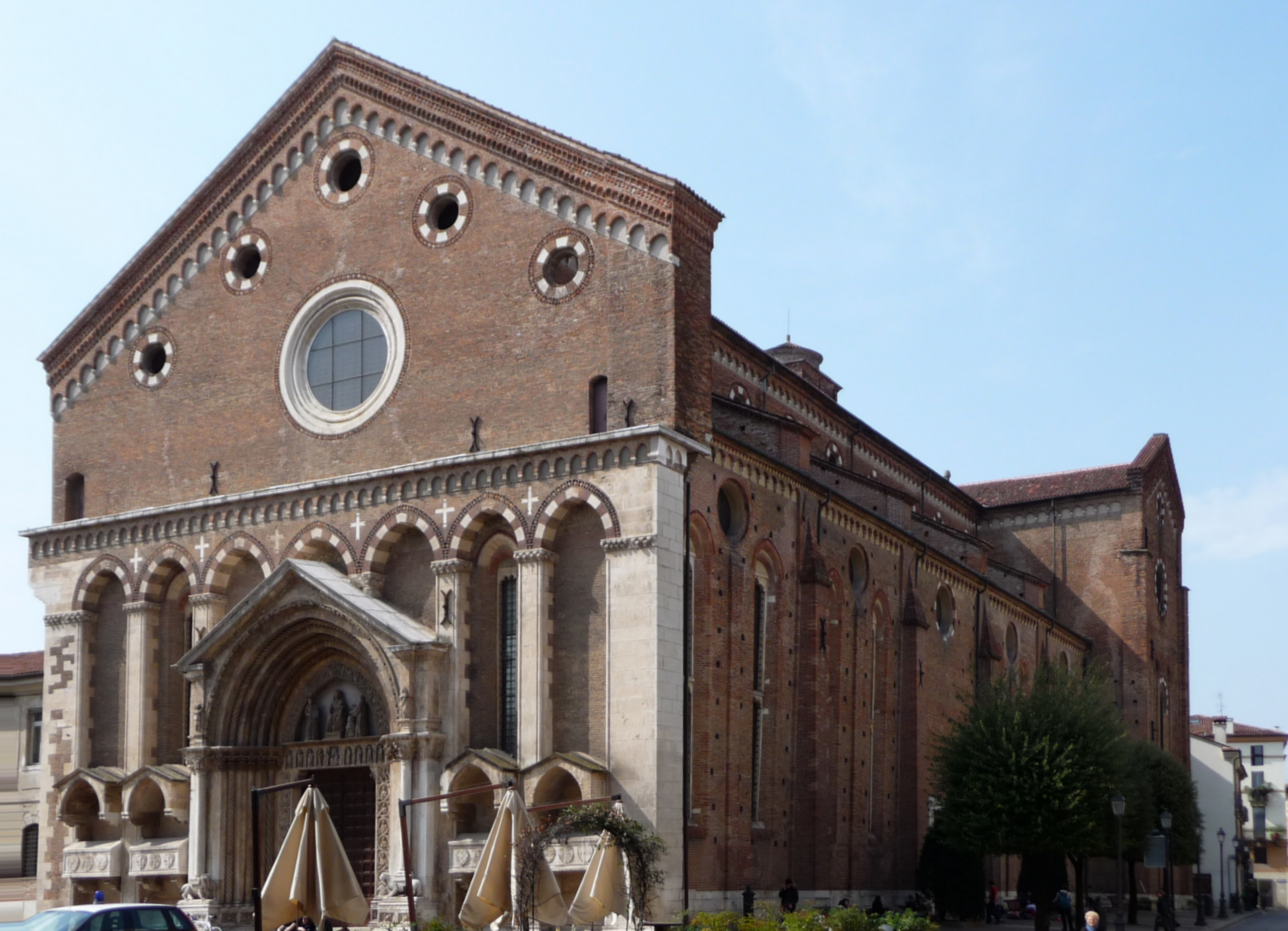
Il primo edificio realizzato, la chiesa di San Lorenzo

È realizzato in argento 925/1000, partendo da piccole sculture in cera modellata che sono servite da modello per la successiva fusione. Gli elementi ottenuti sono stati rifiniti e impreziositi dalla rifinitura a cesello e incisione.
Il peso finale risulta di 15 kg netti; l'impegno complessivo è stato di circa 2.000 ore di lavoro.

### Esposizione
Il 15 giugno 2012 in Piazza dei Signori si è tenuta la presentazione ufficiale, dopodiché i lavori sono iniziati unendo la parte artigianale dell'argentiere Carlo Rossi ad una sofisticata tecnologia laser offerta da un'azienda di Bressanvido. Già nel settembre 2012 alle Gallerie di palazzo Leoni Montanari è stato presentato il vassoio terminato con il primo edificio completo, ossia la Chiesa di San Lorenzo. Dal 6 aprile al 9 giugno 2013, con il supporto del FAI, è stato esposto presso il Museo Diocesano il Gioiello a metà del lavoro compiuto. Nell'estate 2013 il Gioiello è stato completato; è stato restituito alla cittadinanza per la festa patronale cittadina il 7 settembre, unendosi alla consueta processione al Santuario della Madonna di Monte Berico, in una cerimonia ufficiale che ha avuto 30.000 partecipanti.
Il Gioiello è stato accolto presso il Museo Diocesano e posto a fianco alla tela del Maffei San Vincenzo col modello della città di Vicenza. L'esposizione del Gioiello al Museo Diocesano ha ricevuto Medaglia di Rappresentanza del Presidente della Repubblica Italiana.
Nel 2015, il Gioiello è stato esposto a Milano, ad Expo 2015. All'interno della manifestazione internazionale, l'argentiere Carlo Rossi è stato premiato con il Confartigianato Design Award 2015 per la realizzazione dell'opera.

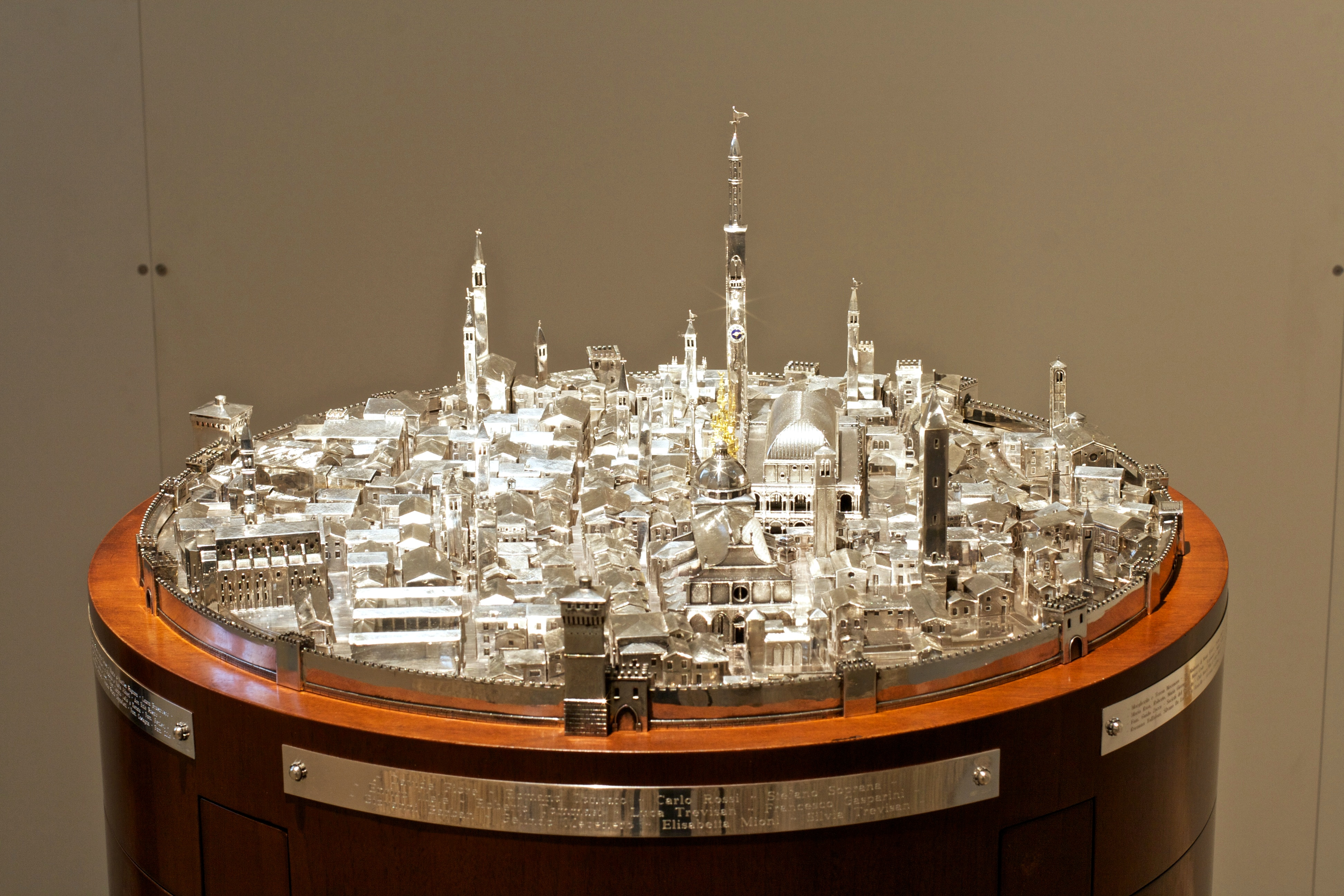
Il Gioiello completato, esposto al Museo diocesano di Vicenza